# Richard Craddock
Sir Richard Walter Craddock, KBE, CB, DSO (* 3. August 1910 in Kalkutta, Britisch-Indien; † 14. Februar 1977 in Andover, Hampshire, England) war ein britischer Offizier und zuletzt Generalleutnant der British Army, der unter anderem zwischen 1963 und 1964 Kommandeur der Streitkräfte in Hongkong (Commander British Forces in Hong Kong) sowie von 1964 bis 1966 Kommandierender General des Heereskommandos West (General Officer Commanding-in-Chief, Western Command) war. Darüber hinaus bekleidete er zwischen 1966 und 1969 das zeremonielle Amt des Lieutenant of the Tower of London.

## Leben
Richard Walter Craddock, Sohn von Sir Walter Merry Craddock, DSO, MC, (1883–1972) und Margaret Amy Craddock, begann nach dem Besuch der traditionsreichen, elitären Charterhouse School eine Offiziersausbildung am Royal Military College Sandhurst und wurde nach dem Abschluss 1930 als Second Lieutenant der Buffs (East Kent Regiment) in die British Army übernommen. In den folgenden Jahren fand er zahlreiche Verwendungen als Offizier sowie Stabsoffizier. Für seine militärischen Verdienste während des Zweiten Weltkrieges als Kommandeur des 2. Bataillons des Linieninfanterieregiments South Wales Borderers und als Kommandeur des 1. Bataillons des Suffolk Regiment wurde er 1940 zum Member des Order of the British Empire (MBE) sowie 1944 zum Companion des Distinguished Service Order (DSO) ernannt.
Als Brigadier war er von April 1951 bis Dezember 1953 im Kriegsministerium Direktor für Heeresplanung (Director of Army Plans, War Office) und wurde für seine Verdienste 1954 auch zum Commander des Order of the British Empire (CBE) ernannt. Darüber hinaus war er zwischen Januar 1955 und Januar 1957 Stabsabteilungsleiter für Verwaltung und Quartiere im Heereskommando Süd (Brigadier A/Q, Southern Command). Nach seiner Beförderung zum Major-General wechselte er zur Britischen Rheinarmee (BAOR) und war dort zunächst von Februar 1957 bis 1958 Stabsabteilungsleiter für Verwaltung (Major-General, Administration, British Army of the Rhine) sowie im Anschluss zwischen 1958 und Februar 1959 stellvertretender Kommandeur (Deputy Commander, British Army of the Rhine). Für seine Verdienste wurde er 1959 auch zum Companion des Order of the Bath (CB) ernannt. Im Juni 1959 kehrte er ins Kriegsministerium zurück und fungierte dort bis Januar 1962 als Direktor für militärische Operationen (Director of Military Operations).
Nachdem Richard Craddock zum Lieutenant-General befördert worden war, löste er im März 1963 Generalleutnant Sir Reginald Hewetson als Kommandeur der Streitkräfte in Hongkong (Commander British Forces in Hong Kong) ab und verblieb auf diesem Posten bis Juni 1964, woraufhin Generalleutnant Sir Denis O’Connor seine dortige Nachfolge antrat. Im Zuge der sogenannten „Birthday Honours“ wurde er am 8. Juni 1963 als Knight Commander des Order of the British Empire (KBE) geadelt, so dass er fortan das Prädikat „Sir“ führte. Zuletzt wurde er im Juli 1964 Nachfolger von General Sir Edward Howard-Vyse Kommandierender General des Heereskommandos West (General Officer Commanding-in-Chief, Western Command) und hatte dieses Kommando bis zu seinem Eintritt in den Ruhestand im Juli 1966 inne. Seine Nachfolge trat daraufhin Generalleutnant Sir Antony Read an.
Darüber hinaus bekleidete er als Nachfolger von Generalleutnant Sir William Pike zwischen dem 10. September 1966 und seiner Ablösung durch Generalleutnant Sir Richard Elton Goodwin am 10. September 1969 das zeremonielle Amt des Lieutenant of the Tower of London.